# Aartsbisdom Montréal
Het aartsbisdom Montréal (Latijn: Archidioecesis Marianopolitana) is een rooms-katholiek aartsbisdom met als zetel Montréal, in Canada. De aartsbisschop van Montréal is metropoliet van de kerkprovincie Montréal, waartoe ook de volgende suffragane bisdommen behoren:
- Joliette
- Saint-Jean-Longueuil
- Saint-Jérôme-Mont-Laurier
- Valleyfield

## Geschiedenis
Het aartsbisdom werd opgericht op 13 mei 1836, als bisdom Montréal, uit delen van het aartsbisdom Québec, en maakte geen deel uit van een kerkprovincie maar viel direct onder de Heilige Stoel. Op 12 juli 1844 werd het suffragaan aan het aartsbisdom Québec. Op 8 juni 1886 werd het verheven tot aartsbisdom, en op 10 mei 1887 werd het een metropolitaan aartsbisdom.  

## Parochies
Het aartsbisdom had in 2021 een oppervlakte van 947 km2 en telde 2.599.985 inwoners waarvan 71,3% rooms-katholiek was.

## Ordinarii

### Bisschoppen
- Jean-Jacques Lartigue (13 mei 1836 - 19 april 1840)
- Ignace Bourget (19 april 1840 - 11 mei 1876; coadjutor sinds 10 maart 1837)
  - John Charles Prince (coadjutor: 5 juli 1844 - 8 juni 1852)
  - Joseph La Rocque (coadjutor: 6 juli 1852 -  22 juni 1860)

### Aartsbisschoppen
- Édouard-Charles Fabre (11 mei 1876 - 30 december 1896; coadjutor sinds 1 april 1873)
- Louis Joseph Napoléon Paul Bruchési (25 juni 1897 - 20 september 1939)
  - François-Théophile-Zotique Racicot (hulpbisschop: 14 januari 1905 - 14 september 1915)
  - Alphonse-Emmanuel Deschamps (hulpbisschop: 6 februari 1925 - 23 juni 1940)
- Georges Gauthier (20 september 1939 - 31 augustus 1940; hulpbisschop sinds 28 juni 1912, apostolisch administrator sinds 18 oktober 1921, coadjutor sinds 5 april 1923)
- Joseph Charbonneau (31 augustus 1940 - 9 februari 1950; coadjutor sinds 18 mei 1940)
  - Joseph-Conrad Chaumont (hulpbisschop: 28 juni 1941 - 8 oktober 1966)
  - Lawrence Patrick Whelan (hulpbisschop: 28 juni 1941 - 4 oktober 1980)
- Paul-Émile Léger (25 maart 1950 - 20 april 1968)
  - Laurent Morin (hulpbisschop: 8 september 1955 - 28 februari 1959)
  - Valérien Bélanger (hulpbisschop: 16 maart 1956 - 14 april 1983)
  - Léo Blais (hulpbisschop: 18 maart 1959 - 11 mei 1971)
  - Adrien André Maria Cimichella (hulpbisschop: 5 juni 1964 - 25 april 1996)
  - Norman Joseph Gallagher (hulpbisschop: 28 oktober 1966 - 16 april 1970)
- Paul Grégoire (20 april 1968 - 17 maart 1990; hulpbisschop sinds 26 oktober 1961, apostolisch administrator sinds 11 december 1967; kardinaal sinds 28 juni 1988)
  - Leonard James Crowley (hulpbisschop: 8 februari 1971 - 26 maart 1997)
  - Jean-Marie Lafontaine (hulpbisschop: 18 april 1979 - 3 juni 1981)
  - Gérard Tremblay (hulpbisschop: 20 maart 1981 - 27 augustus 1991)
  - Jude Saint-Antoine (hulpbisschop: 20 maart 1981 - 11 februari 2006)
- Jean-Claude Turcotte (17 maart 1990 - 20 maart 2012; hulpbisschop sinds 14 april 1982)
  - Neil E. Willard (hulpbisschop: 27 juni 1995 - 25 maart 1998)
  - André Rivest (hulpbisschop: 27 juni 1995 - 19 juni 2004)
  - Louis Dicaire (hulpbisschop: 18 februari 1999 - 19 juni 2004)
  - Anthony Mancini (hulpbisschop: 18 februari 1999 - 18 oktober 2007)
  - Lionel Gendron (hulpbisschop: 11 februari 2006 - 28 oktober 2010)
  - André Gazaille (hulpbisschop: 11 februari 2006 - 11 juli 2011)
  - Thomas Dowd (hulpbisschop: 11 juli 2011 - 22 oktober 2020)
- Christian Lépine (20 maart 2012 - heden; hulpbisschop sinds 11 juli 2011)
  - Alain Faubert (hulpbisschop: 19 april 2016 - heden)
  - Frank Leo (hulpbisschop: 16 juli 2022 - 11 februari 2023)

## Galerij van afbeeldingen

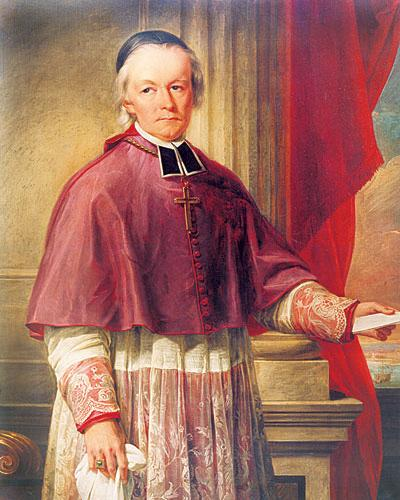
Jean-Jacques Lartigue, eerste bisschop van Montréal
Kerkprovincie Montréal op een kaart van de Canadese bisdommen

Montréal (aartsbisdom) · Joliette · Saint-Jean-Longueuil · Saint-Jérôme-Mont-Laurier · Valleyfield